# Črni Potok pri Dragi
Črni Potok pri Dragi je naselje v Občini Loški Potok.